# 双河乡 (高县)
双河乡，是中华人民共和国四川省宜宾市高县曾经下辖的一个乡。2019年8月，撤销双河乡、潆溪乡和大窝镇，将原双河乡、原潆溪乡和原大窝镇石坝村、龙咀村、百花村、大滩村、陈垇村、新南村、土地村、燕子村、大屋村、天台社区1组和2组以及月江镇安全村所属行政区域划归来复镇管辖。

## 行政区划
双河乡撤销前下辖以下地区：
宜庆社区、双河村、崇新村、文和村、回龙村、新农村、五和村、千秋村和自力村。